# フレデリックスバーグ (テキサス州)
フレデリックスバーグ（英: Fredericksburg）は、アメリカ合衆国テキサス州中央部、テキサス・ヒル・カントリーに位置する都市。ジルスピー郡の郡庁所在地である。2010年の国勢調査では人口10,530人だった。
フレデリックスバーグは1846年に設立され、プロイセンのフリードリヒ王子に因んで名付けられた。昔のドイツ系住人はフリッツタウンと呼ぶことが多く、現在も企業によっては使っている。ドイツ系開拓者の第1世代が英語を学ぶことを当初拒否したために残った方言である、テキサス・ドイツ語が話されていることでも知られる。前年にゾルムス・ブラウンフェルズのカール王子が設立したニューブローンフェルズと、多くの文化的特性を共有している。フレデリックスバーグは海軍大将チェスター・ニミッツが生まれた町である。ドイツのモンタバウアーと姉妹都市を結んでいる。1970年10月14日、フレデリックスバーグ歴史地区がアメリカ合衆国国家歴史登録財に指定された。

## 歴史

### 鉄道
1913年1月3日、サンアントニオ・フレデリックスバーグ・アンド・ノーザン鉄道が、ウォーリング近くでサンアントニオ・アンド・アランサスパス鉄道と繋ぎ、フレデリックスバーグに通すために認定された。長さ920フィート (280 m) の鉄道橋が建設され、現在もオールドサンアントニオ道路10619にテキサス州公園・野生生物局古トンネル・コウモリ生息地として存在している。観光客にはピクニックや休憩のための施設がある。このトンネルに要した費用のために、鉄道会社は1914年10月28日に破産管財人の管理下に入った。1917年12月31日には担保権執行状態でマーティン・カールに売却され、その年12月26日に認証されていたフレデリックスバーグ・アンド・ノーザン鉄道に譲渡された。列車の運行は1942年7月27日まで行われた。

### 農業観光
フレデリックスバーグ・ストーンウォール地域は、テキサス州のモモの首都と呼ばれている。ベンジャミン・レスター・エンダールはヒルカントリーのモモ産業の父と呼ばれている。エンダールはジリスピー郡測量士であり、1921年に桃の木を5本植えて、果実を売り始めた時には、フレデリックスバーグ高校で数学と科学の教師をしていた。その後、ヘイル、バーバンク、エルバータ、スターク種を開発した。H-E-B のグロサリーストア・チェーンを通じて商品の販売を始め、最終的に150エーカー (0.61 km2) の土地に5,000本の木を植えた。モモの生産者は、この地域が標高、砂質の土壌、気候がうまく組み合わされ、種離れの善し悪しのあるモモの生産に適していると主張している。果実は5月から8月に実り、消費者は予め摘んだ実を買うか、自分で摘みに来ることもできる。

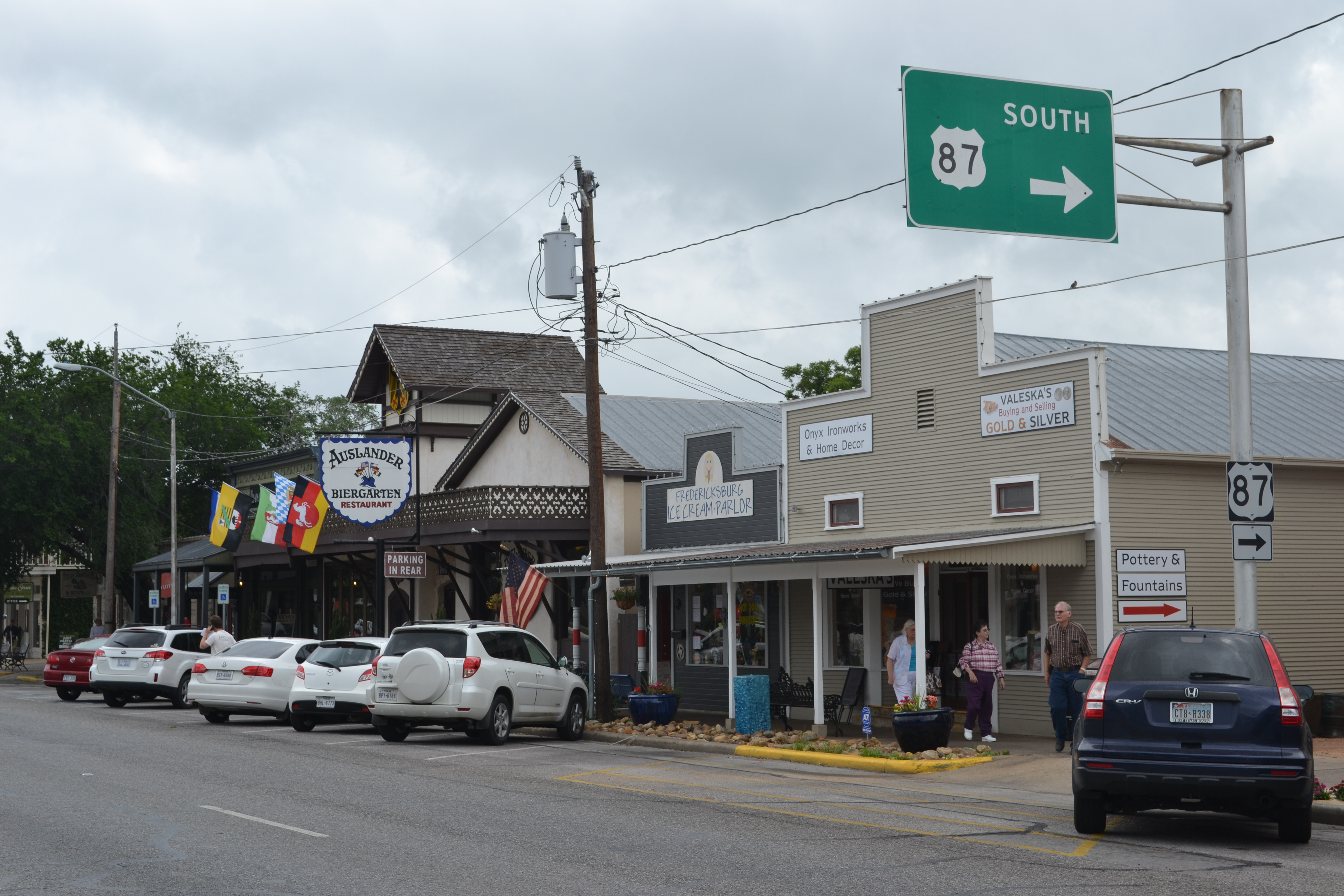
フレデリックスバーグのメインストリート、ビアガーデンが通り沿いに並ぶ

ハーブ、ブドウ、ラベンダー、野草の種がフレデリックスバーグで急成長している事業である。農業関連産業に日帰り温泉、結婚式会場、一泊朝食付きホテルの組み合わせがよく見られる。テキサスヒルカントリー・ラベンダートレイルもある。
レディ・バード・ジョンソン（36代大統領ジョンソンの妻・クラウディア)のテキサスの野草に向けた情熱は、オースティンにあるレィディー・バード・ジョンソン野草センターで生育されるものだけでなく、種に対する高い需要を呼んだ.。フレデリックスバーグにある広さ200エーカー (0.81 km2) の野草の種農園は、この高い需要の結果として1983年にジョン・R・トーマスが設立したものであり、88種の野草の種を生産している。国内でも最大級の家族経営野草種農園であり、毎年野草祭を開催している。
1994年、第73期テキサス州議会で、州内で工場直営パブの運営を許可する法案が成立した。それから間もなくフレデリックスバーグ・ブリューイング・カンパニーが操業を始めた。フレデリックスバーグのLBJ（リンドン・B・ジョンソン）時代の後、多くのブドウ園と関連産業が興った。アメリカ・ブドウ栽培地域に指定されたテキサスヒルカントリーAVAフレデリックスバーグや、それよりも大きなテキサスヒルカントリーAVAには、その境界内にフレデリックスバーグを含んでいる。フレデリックスバーグはテキサスヒルカントリーでワイン醸造所を訪れる観光客にとって、出発点あるいは目的地になっている。

## 教育
フレデリックスバーグ市の公共教育はフレデリックスバーグ独立教育学区が管轄している。学区内の学校にある運動競技部は「バトリン・ビリーズ」と呼ばれる。マスコットは雄のアンゴラ山羊である。この地域の農家で多くの雄山羊が育てられたことに由来しており、雄山羊を追うイメージがフットボールにうまく合っているからでもある。
フレデリックスバーグで最初の高等教育機関は1876年にフレデリックスバーグ・カレッジだった。ドイツ・メソジスト教会がこのカレッジを設立し、芸術、科学、外国語を教えた。学生数は約150人だった。W・J・R・ソーンセンが最初の校長であり、チャールズ・F・タンシルが2代目だった。財政の問題から1884年には閉校になった。その資産はフレデリックスバーグ独立教育学区に売却された。
その他にも高等教育機関として、テキサス工科大学フレデリックスバーグ校がある。
下記のような私立学校もある。
- アンブルサイド・スクール・オブ・フレデリックスバーグ[32]
- フレデリックスバーグ・クリスチャン学校[33]
- ヘリテージ・スクール[34]
- セントメアリーの小学校と中学校

ジリスピー郡庁舎の隣には市が運営する図書館がある。

### ジリスピー郡カントリースクールの友愛会
ジリスピー郡カントリースクールの友愛会はフレデリックスバーグに本部があり、次世代のために伝統的なカントリースクール、コミュニティクラブ、ジリスピー郡歴史の保存に興味を持つ、卒業生とコミュニティメンバーの組織である。

## 病院
ヒルカントリー記念病院はテキサス州道16号線沿いにあり、最新式の医療、予防医療を提供する救急病院であり、健康センターもある。国内でも評価の高い病院100傑に入っている。

## 交通

### 幹線道
- アメリカ国道290号線
- アメリカ国道87号線
- テキサス州道16号線
- 牧場道路1631号線
- 農場市場道路965号線

### 空港
ジリスピー郡空港がテキサス州道16号線南沿い、フレデリックスバーグ中心街から約2マイル (3 km) にあり、5,002フィート (1,525 m) の滑走路とホテルおよびレストランがある。この空港はハンス・ハンネマンとレッド・シュレーダーが設立した。1945年より前はアメリカ陸軍航空隊が所有していた。短期滞在と、ターミナルハンガーの長期レンタルが可能である。

## 気候
フレデリックスバーグは亜乾燥気候であり、暑い夏と概して温暖な冬がある。平均気温は夏の82°F (27.8 ℃) から冬の49°F (9.4 ℃) まで変化する
| フレデリックスバーグの気候 | フレデリックスバーグの気候 | フレデリックスバーグの気候 | フレデリックスバーグの気候 | フレデリックスバーグの気候 | フレデリックスバーグの気候 | フレデリックスバーグの気候 | フレデリックスバーグの気候 | フレデリックスバーグの気候 | フレデリックスバーグの気候 | フレデリックスバーグの気候 | フレデリックスバーグの気候 | フレデリックスバーグの気候 | フレデリックスバーグの気候 |
| 月                         | 1月                        | 2月                        | 3月                        | 4月                        | 5月                        | 6月                        | 7月                        | 8月                        | 9月                        | 10月                       | 11月                       | 12月                       | 年                         |
| -------------------------- | -------------------------- | -------------------------- | -------------------------- | -------------------------- | -------------------------- | -------------------------- | -------------------------- | -------------------------- | -------------------------- | -------------------------- | -------------------------- | -------------------------- | -------------------------- |
| 最高気温記録 °F （°C）     | 90 (32)                    | 96 (36)                    | 101 (38)                   | 104 (40)                   | 102 (39)                   | 108 (42)                   | 109 (43)                   | 109 (43)                   | 109 (43)                   | 102 (39)                   | 92 (33)                    | 88 (31)                    | 109 (43)                   |
| 平均最高気温 °F （°C）     | 61 (16)                    | 66 (19)                    | 73 (23)                    | 79 (26)                    | 84 (29)                    | 90 (32)                    | 93 (34)                    | 93 (34)                    | 88 (31)                    | 80 (27)                    | 69 (21)                    | 62 (17)                    | 78.2 (25.8)                |
| 日平均気温 °F （°C）       | 49 (9)                     | 53 (12)                    | 60 (16)                    | 67 (19)                    | 73 (23)                    | 79 (26)                    | 82 (28)                    | 81 (27)                    | 76 (24)                    | 68 (20)                    | 57 (14)                    | 50 (10)                    | 66.3 (19)                  |
| 平均最低気温 °F （°C）     | 36 (2)                     | 39 (4)                     | 47 (8)                     | 54 (12)                    | 62 (17)                    | 68 (20)                    | 70 (21)                    | 69 (21)                    | 64 (18)                    | 56 (13)                    | 45 (7)                     | 38 (3)                     | 54 (12.2)                  |
| 最低気温記録 °F （°C）     | −5 (−21)                   | −3 (−19)                   | 12 (−11)                   | 24 (−4)                    | 38 (3)                     | 48 (9)                     | 55 (13)                    | 54 (12)                    | 35 (2)                     | 24 (−4)                    | 12 (−11)                   | 1 (−17)                    | −5 (−21)                   |
| 降水量 inch （mm）         | 1.36 (34.5)                | 1.91 (48.5)                | 1.86 (47.2)                | 2.40 (61)                  | 4.29 (109)                 | 3.97 (100.8)               | 2 (50)                     | 2.74 (69.6)                | 3.07 (78)                  | 3.72 (94.5)                | 2.19 (55.6)                | 2.14 (54.4)                | 31.65 (803.1)              |
| 出典：The Weather Channel  |                            |                            |                            |                            |                            |                            |                            |                            |                            |                            |                            |                            |                            |

## 地理
フレデリックスバーグはサンアントニオの北101キロメートル、オースティンの西108キロメートルにある。座標は北緯30度16分27秒 西経98度52分19秒 / 北緯30.274058度 西経98.871822度である。
アメリカ合衆国国勢調査局に拠れば、市域全面積は17.2 km2であり、全て陸地である。

### エンチャンテッドロック
エンチャンテッドロックはフレデリックスバーグの北24キロメートルにある地形的な目印である。この岩は巨大でピンク色をした花崗岩剥脱ドームであり、地表高さ130メートル 、海抜556メートル、面積は2.6 km2ある。国内最大級のバソリス（地下の岩盤が浸食によって露出したもの）であり、1970年に国定自然ランドマークに指定された。1994年、テキサス州は施設を追加した後にエンチャンテッドロック州立自然地域をオープンした。同年、アメリカ合衆国国家歴史登録財に指定された。

### バランストロック
バランストロックはフレデリックスバーグの北16キロメートル、ベア山の頂上にある有名な目印である。小さな象ほどもある石柱が、その小さな先端と微妙にバランスしていた。1986年4月にはその基盤をダイナマイトで吹き飛ばすという荒し行為にあった。

### クロス山
標高584メートルの山である。クロス山に関する最初の記録は、1847年にフェルディナンド・フォン・ローマー博士が記したものである。インディアンはこの場所を使って領土内への侵入を知らせる狼煙を挙げていた。この地域はジョン・クリスチャン・ダースト博士に割り当てられた40,000 m2の開拓地の一部だった。ダーストはこの山で木の十字架を見つけており、それはスペインの伝道師がこの場所を使っていたことを示していた。ダーストはこの場所を「クロイツベルク」すなわちクロス山と名付けた。1849年、ジョージ・メンゼルという牧師が新しい十字架を立てた。1946年、セントメアリーのカトリック教会が、金属とコンクリート製の十字架を立てた。この山はイースターファイアーのページェントや復活祭日の出の礼拝にも使われている。1976年にはテキサス州歴史的ランドマークに指定された。

## 人口動態

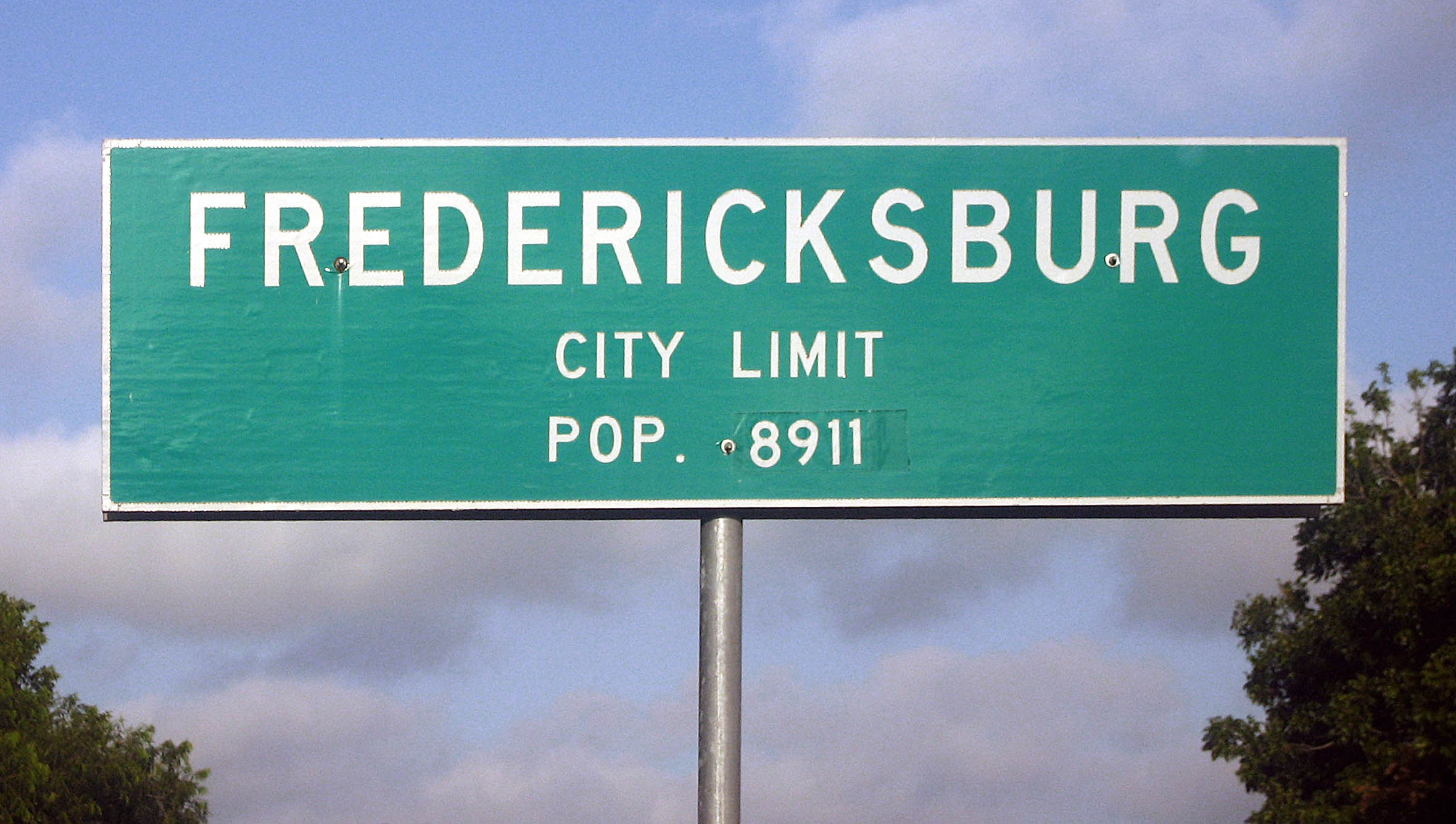
フレデリックスバーグ市境を示す標識

以下は2000年の国勢調査による人口統計データである。
| 基礎データ - 人口: 8,911 人 - 世帯数: 3,784 世帯 - 家族数: 2,433 家族 - 人口密度: 518.2人/km2（1,342.1 人/mi2） - 住居数: 4,183 軒 - 住居密度: 243.2軒/km2（630.0 軒/mi2） 人種別人口構成 - 白人: 93.08% - アフリカン・アメリカン: 0.27% - ネイティブ・アメリカン: 0.27% - アジア人: 0.19% - 太平洋諸島系: 0.04% - その他の人種: 5.09% - 混血: 1.05% - ヒスパニック・ラテン系: 17.00% 言語による構成 - 英語：72.73% - スペイン語：14.77% - テキサス・ドイツ語：12.48% | 年齢別人口構成 - 18歳未満: 20.3% - 18-24歳: 6.0% - 25-44歳: 20.8% - 45-64歳: 22.6% - 65歳以上: 30.3% - 年齢の中央値: 47歳 - 性比（女性100人あたり男性の人口） - 総人口: 81.4 - 18歳以上: 78.2 世帯と家族（対世帯数） - 18歳未満の子供がいる: 23.9% - 結婚・同居している夫婦: 53.2% - 未婚・離婚・死別女性が世帯主: 8.5% - 非家族世帯: 35.7% - 単身世帯: 32.4% - 65歳以上の老人1人暮らし: 19.6% - 平均構成人数 - 世帯: 2.24人 - 家族: 2.82人 | 収入と家計 - 収入の中央値 - 世帯: 32,276米ドル - 家族: 43,670米ドル - 性別 - 男性: 25,878米ドル - 女性: 22,171米ドル - 人口1人あたり収入: 18,788米ドル - 貧困線以下 - 対人口: 11.9% - 対家族数: 7.5% - 18歳未満: 16.1% - 65歳以上: 11.5% |

## 市政府
フレデリックスバーグ市は市政委員会・市マネジャー方式の政府を採用している。1991年5月に採択された自治憲章に従い、1人の市長と4人の市政委員がいる。どちらも任期は年間であり、2年毎に市全体を選挙区に選出され、再選は連続4期に制限されている。

## メディア

### ラジオ
AMラジオのKNAFは1947年から放送を流している。当初の免許はアーサー・ステーリングに対して連邦通信委員会が与えた。その免許はノーバート・フリッツ・アンド・ファミリーに伝えられている。

### 新聞
「フレデリックスバーグ・スタンダード」は1888年に発刊され、当初は「ジリスピー郡ニューズ」と呼ばれた。その名称は1907年に現在のものに変更された。1915年にフレデリックスバーグ出版社が買収した。同社はドイツ語の「フレデリックスバーグ・ヴォッヘンブラット」も発行していた。「レイディオ・ポスト」は1922年に発刊し、1984年にフレデリックスバーグ出版社に買収された。この2つの新聞が「フレデリックスバーグ・スタンダード＝レイディオ・ポスト」に統合された。

## 大衆文化の中で
- 映画:
  - 2009年の映画『Baghdad Texas』はフレデリックスバーグとカービルで撮影された
  - 2011年のリガ『Seven Days in Utopia』はフレデリックスバーグの直ぐ北にあるブートランチ・ゴルフクラブとユートピアで撮影された。アカデミー賞を受賞したロバート・デュヴァルやルーカス・ブラックが出演している。原作は『ゴルフの神聖な旅:　ユートピアのリンクでの7日間』に拠っている[55]。
- 音楽:
  - Old 97'sの歌『ストーンド』（1995年）では、「フレデリックスバーグ行きのグレイハウンド・バスに乗れ」と歌っている
  - オースティン・ラウンジ・リザーズは1988年に『チェスター・ニミッツ・オリエンタル・ガーデン・ワルツ』を出した
- 書籍:
  - Gurasich, Mari (1994). A House Divided. Texas Christian University Press. ISBN 978-0-87565-122-4 南北戦争の時、若いルイーザはフレデリックスバーグのドイツ系家族で一番若い娘である。兄の1人は南軍の自警団員ジェイムズ・P・ウォルドリップとディ・ヘンゲバンデに殺され、もう1人の兄は北軍の刑務所にいる
  - Gimenez, Mark (2009). The Perk. Sphere. ISBN 978-0-7515-3967-7 弁護士のベック・ハーディンは、妻の死後に生まれ故郷のフレデリックスバーグに戻り、古い犯罪を解決する

## 著名な出身者
- チェスター・ニミッツ（1885年-1966年）、第二次世界大戦のアメリカ太平洋艦隊司令官

## 関連図書
- Gillespie County Historical Society (2000). Pioneers in God's Hills. Eakin Pr. ISBN 978-1-57168-463-9
- King, Irene Marschall (1987). John O. Meusebach: German Colonizer in Texas. Univ of Texas Pr. ISBN 978-0-292-74019-8
- Watt, Don; Watt, Lynn; Mehl, Michael (1987). Fredericksburg, Texas: Living With the Past. Shearer Publishing. ISBN 978-0-940672-42-0
- Hubbard, Fran; Hubbard, Doug; Ethel, Lee (1995). St. Barnabas Episcopal Church, Fredericksburg, Texas, the First Forty Years, 1954–1994. Awani Press, Inc
- Johnson, Melvin C (2006). Polygamy on the Pedernales: Lyman Wight's Mormon Villages in Antebellum Texas 1845–1858. Utah State University Press. ISBN 978-0-87421-628-8
- Potter, E B (2008). Nimitz. Naval Institute Press. ISBN 978-1-59114-580-6
- Cook, Rita; Dandridge, Russell W (2011). Fredericksburg: A Guide to the Attractions and German Heritage of Texas Hill Country. Channel Lake, Inc. ISBN 978-1-935455-13-4